# Les Cots (Serrateix)
Les Cots és una masia de Serrateix, al municipi de Viver i Serrateix (Berguedà), inclosa en l'Inventari del Patrimoni Arquitectònic Català. En el mateix municipi hi ha una altra masia amb el mateix nom de les Cots, a Sant Joan de Montdarn

## Descripció
Masia orientada al nord-oest (antigament a ponent) del tipus II segons la classificació de J. Danés, amb la teulada a doble vessant i el carener perpendicular a la façana principal. Presenta una disposició simètrica de les obertures, totes elles estructurades amb llindes o arcs de pedra. A la façana principal la porta i les finestres del pis superior són d'arc de mig punt; les finestres del primer pis són d'arc rebaixat i sota el mateix carener hi ha un balcó amb tres arcs de mig punt sostinguts per columnes. A la façana posterior hi ha tres grans grups de finestrals d'arc de mig punt; la resta d'obertures són allindanades o d'arc rebaixat.
És un gran casal de planta rectangular cobert a dues vessants, que s'amplià a migdia amb una estructura clàssica. La masia és fruit de diverses ampliacions. La masia actual és un edifici construït a mitjan segle xvii aprofitant part dels murs de l'edificació anterior. Al sector NE hi ha la part del mur del segle xiv o XV, feta amb carreus ben tallats. Al segle xvii (1666) Miquel Cots amplià la casa construint l'eixida d'un sol pis, celler i golfes. Al segle xviii (1767) es construí el cos perpendicular a la façana i es remodelà aquesta. Al segle xix (1851) s'amplià l'eixida, la sala i es van construir les tines. L'any 1917 Pere Rovira i el seu fill alçaren la casa un altre pis i construïren l'actual eixida alhora que canviaren l'orientació de la teulada.

## Història
La masia és documentada des del segle xiv amb el nom de "Les Comes" i era una de les masies que pagaven censos al monestir de Santa Maria de Serrateix. A l'època moderna ampliaren el patrimoni amb l'annexió de petits masos que transformaren en masoveries. Al segle xvii ja hi vivia la família Cots; des del 1691 la documentació ja registra aquest nom. Amb la mort de Josep Cots el 1717 la propietat passà a la seva germana Mariangela casada amb Pau Rovira de Xiula, els quals s'instal·laren a la casa el 1792.